# Ma-wang
Ma-wang (hangŭl: 마왕, lett. Il diavolo; titolo internazionale The Devil) è una serie televisiva sudcoreana trasmessa su KBS2 dal 21 marzo al 24 maggio 2007.
Ma-wang divenne molto popolare in Giappone dopo essere andato in onda sulla rete So-net nell'ottobre 2007. Ciò portò al remake intitolato Maou, con Satoshi Ohno, Tōma Ikuta e Ryoko Kobayashi.

## Trama
Una serie di omicidi riunisce un detective combattuto, una bibliotecaria psichica e un misterioso avvocato dai dubbi moventi. Il detective Kang Oh-soo viene assegnato a due casi di omicidio apparentemente scollegati, nei quali l'unico indizio sono le carte dei tarocchi. Ciò lo conduce da Seo Hae-in, una tranquilla bibliotecaria capace di connettersi psichicamente agli oggetti per scoprirne la storia. La donna gli rivela che le vittime erano collegate alla morte di un liceale, avvenuta anni prima, e che entrambe erano state difese da Oh Seung-ha, un giovane avvocato all'apparenza gentile e altruista. Hae-in e Seung-ha, in seguito, si innamorano, provocando gelosia in Oh-soo, anch'egli attratto dalla donna. Intanto il colpevole continua a lasciare indizi e aumentano gli omicidi.

## Personaggi
- Kang Oh-soo, interpretato da Uhm Tae-woong e Seo Jun-young (da giovane)
Detective che lavora nella divisione crimini violenti. Energico, coraggioso e ligio al dovere, parla senza giri di parole. Proviene da una famiglia ricca ed è il secondogenito di un famoso politico. Durante le scuole medie, era considerato un bullo e un combinaguai, e a sedici anni pugnalò un compagno durante un litigio, uccidendolo.
- Oh Seung-ha, interpretato da Joo Ji-hoon
Difensore d'ufficio. Noto per la sua gentilezza, si dedica al volontariato e all'aiuto dei bisognosi. Dodici anni prima, suo fratello maggiore fu ucciso e la madre morì presto per il dolore. Da quel momento, Seung-ha pianifica la sua vendetta.
- Seo Hae-in, interpretata da Shin Min-a e Ko Joo-yeon (da giovane)
Bibliotecaria abile in psicometria e nella lettura dei tarocchi. Solare e ottimista, vive con la madre vedova, sorda e muta.

### Personaggi secondari
- Kang Dong-hyun, interpretato da Jung Dong-hwan
Padre di Oh-soo.
- Kang Hee-soo, interpretato da Choi Deok-moon
Fratello maggiore di Oh-soo.
- Choi Na-hee, interpretata da Yoon Hye-kyung
Moglie di Hee-soo.
- Na Seok-jin, interpretato da Kim Young-jae
Assistente di Hee-soo e amante di Na-hee.
- Yoon Dae-shik, interpretato da Han Jung-soo
Usuraio amico di Oh-soo.
- Kim Soon-ki, interpretato da Oh Yong
Ex-carcerato amico di Oh-soo.
- Ban Chang-ho, interpretato da Ju Jin-mo
Capo dei detective.
- Lee Min-jae, interpretata da Park Gri-na
Detective, collega di Oh-soo.
- Shin Jae-min, interpretato da Kim Young-joon
Detective, collega di Oh-soo.
- Yeo Soon-ok, interpretata da Lee Bo-hee
Madre di Hae-in.
- Gong Joo-hee, interpretata da Lee Eun
Migliore amica di Hae-in.

## Ascolti
| Episodio | Data di trasmissione | Share nazionale (dati TNS) |
| -------- | -------------------- | -------------------------- |
| 1        | 21 marzo 2007        | 9,3%                       |
| 2        | 22 marzo 2007        | 8,7%                       |
| 3        | 28 marzo 2007        | 7,9%                       |
| 4        | 29 marzo 2007        | 6,9%                       |
| 5        | 4 aprile 2007        | 8,4%                       |
| 6        | 5 aprile 2007        | 7,7%                       |
| 7        | 11 aprile 2007       | 7,1%                       |
| 8        | 12 aprile 2007       | 6,9%                       |
| 9        | 18 aprile 2007       | 7,4%                       |
| 10       | 19 aprile 2007       | 6,4%                       |
| 11       | 25 aprile 2007       | 6,5%                       |
| 12       | 26 aprile 2007       | 7%                         |
| 13       | 2 maggio 2007        | 6,2%                       |
| 14       | 3 maggio 2007        | 7,4%                       |
| 15       | 9 maggio 2007        | 6,4%                       |
| 16       | 10 maggio 2007       | 6,9%                       |
| 17       | 16 maggio 2007       | 7,3%                       |
| 18       | 17 maggio 2007       | 8,4%                       |
| 19       | 23 maggio 2007       | 7%                         |
| 20       | 24 maggio 2007       | 8,3%                       |
| Media    | Media                | 7,4%                       |

## Riconoscimenti
| Anno | Premio           | Categoria                                 | Ricevente     | Risultato   |
| ---- | ---------------- | ----------------------------------------- | ------------- | ----------- |
| 2007 | KBS Drama Awards | Excellence Award, Actor in a Miniseries   | Uhm Tae-woong | Candidato/a |
| 2007 | KBS Drama Awards | Excellence Award, Actor in a Miniseries   | Joo Ji-hoon   | Candidato/a |
| 2007 | KBS Drama Awards | Excellence Award, Actress in a Miniseries | Shin Min-a    | Candidato/a |